# Hamberg (Kitzbüheler Alpen)
Der Hamberg ist ein 2096 m ü. A. hoher und viel begangener Berg in den Kitzbüheler Alpen in Tirol. Er liegt auf der rechten Seite des vorderen Zillertals, über seinen Gipfel verläuft die Gemeindegrenze zwischen Hart im Zillertal und Stummerberg. Auf dem am Eingang des Märzengrundes liegendem Berg spielt die Sage des Riesen vom Hamberg. 